# Malacosoma

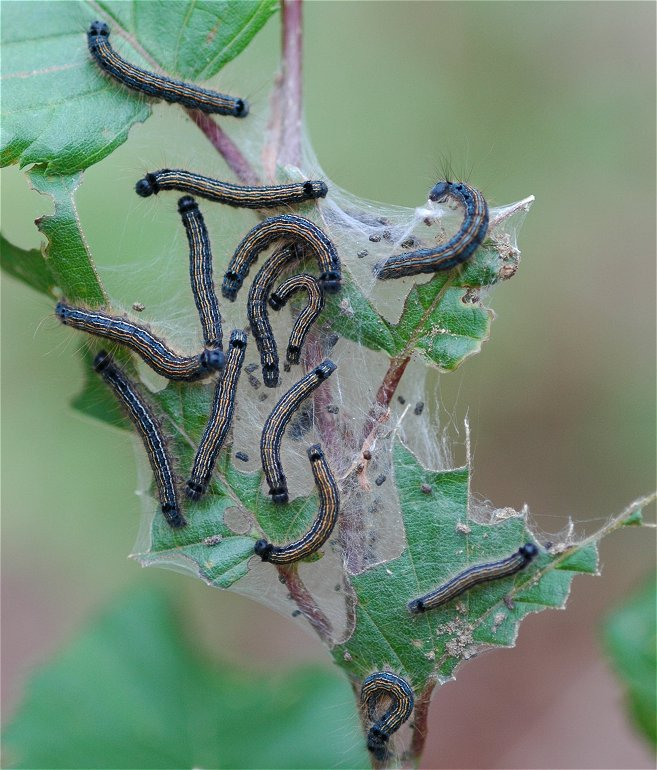
Orugas de Malacosoma neustria

Malacosoma es un género de polillas de la familia Lasiocampidae. Fue descrito por primera vez por Jacob Hübner en 1820.
Suelen tener una sola generación por año. Las larvas son gregarias. Construyen tiendas de seda donde se refugian en grupo.
Están ampliamente distribuidas en el hemisferio norte. Algunas especies son plagas, por ejemplo Malacosoma americanum del este de Estados Unidos que puede defoliar árboles y arbustos ornamentales.

## Especies
- Malacosoma alpicolum (Staudinger, 1870)
- Malacosoma americanum (Fabricius, 1793)
- Malacosoma californicum (Packard, 1864)
- Malacosoma castrense (Linnaeus, 1758)
- Malacosoma constrictum (H. Edwards, 1874)
- Malacosoma disstria (Hübner, [1820])
- Malacosoma franconicum (Denis & Schiffermüller, 1775)
- Malacosoma incurva (H. Edwards, 1882)
- Malacosoma laurae (Lajonquuière, 1977)
- Malacosoma luteum (Oberthür, 1878)
- Malacosoma neustria (Linnaeus, 1758)
- Malacosoma parallellum (Staudinger, 1887)
- Malacosoma primum (Staudinger, 1887)

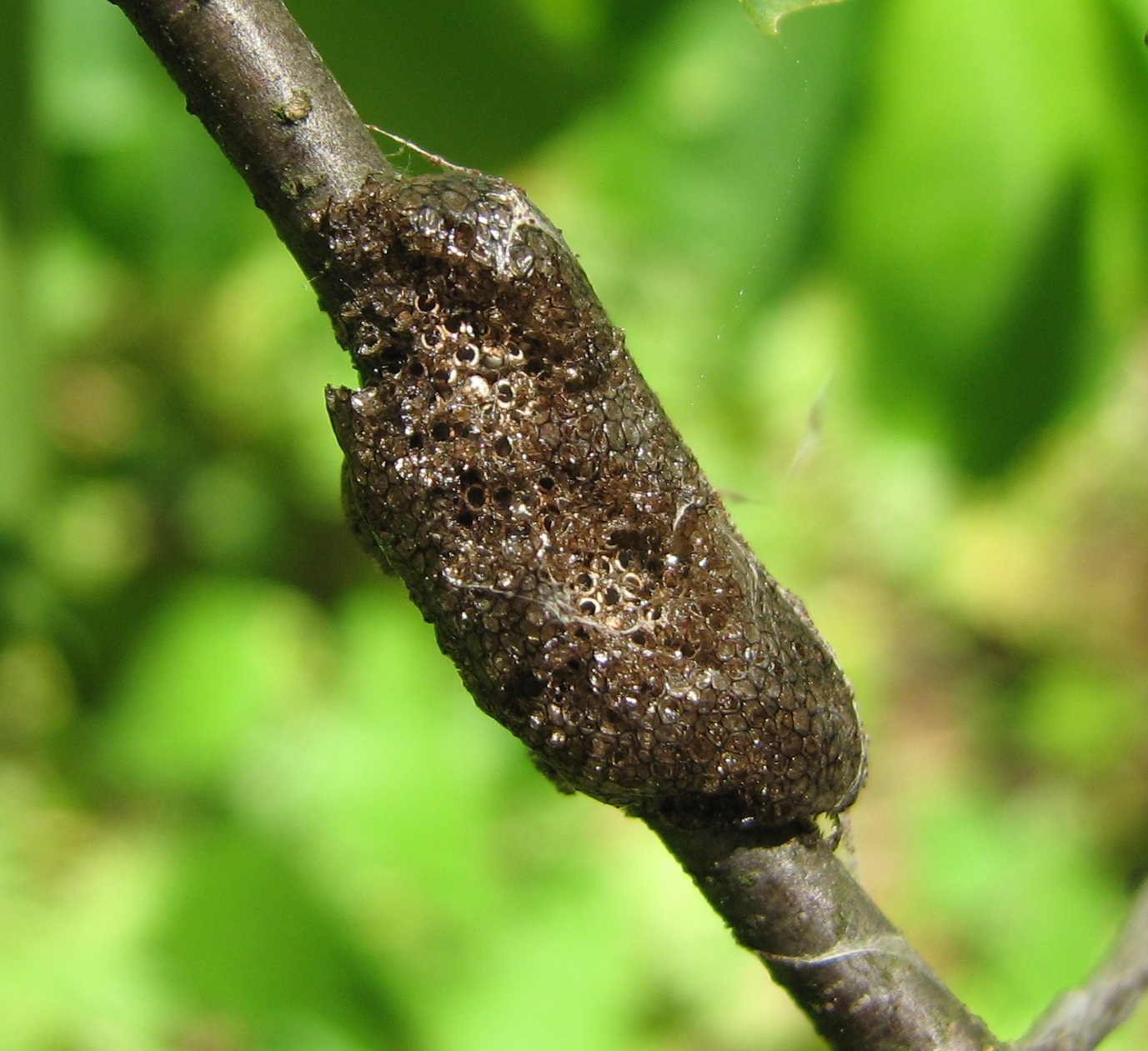
Huevos de Malacosoma americanum

- Malacosoma tigris (Dyar, 1902)